# Jakob Fries
Jakob Fries (ur. 2 kwietnia 1913 w Albertshofen, zm. 20 października 1974 tamże) – zbrodniarz nazistowski, Arbeitsdienstführer w niemieckiem obozie koncentracyjnym Auschwitz-Birkenau i SS-Hauptscharführer. 
Członek SS od 29 kwietnia 1934. Służbę w obozową rozpoczął w Sachsenhausen (gdzie ze szczególnym okrucieństwem traktował więźniów politycznych), następnie przeniesiono go do Flossenbürga. 6 kwietnia 1942 został Arbeitsdienstführerem (odpowiadał za pracę przymusową więźniów) w Auschwitz-Birkenau. Stanowisko to piastował do 28 grudnia 1943. We wspomnienach byłego więźnia obozu, Rudolfa Vrby, zapisał się jako jeden z najgorszych oprawców. Następnie Fries skierowany został do służby frontowej, w ramach Waffen-SS. 
W 1952 został skazany przez zachodnioniemiecki sąd w Osnabrück za zbrodnie popełnione w Sachsenhausen na 14 lat więzienia. W 1960 zwolniono go warunkowo, ale już 12 czerwca 1961 został aresztowany w związku ze zbrodniami popełnionym w Auschwitz-Birkenau. Ostatecznie postępowanie przeciw niemu umorzono w 1963 i Fries występował podczas drugiego procesu oświęcimskiego jedynie jako świadek.